# Margaret Ford
Pour les articles homonymes, voir Ford (homonymie).
Margaret Anne Ford (née le 16 décembre 1957) est une femme d'affaires écossaise et une pair britannique. Elle est nommée par Tony Blair comme pair travailliste en 2006, mais quitte le Labour en 2009 et siège maintenant en tant que Crossbencher. Elle est présidente de STV PLC et New River REIT plc.

## Biographie
Ford est née à Saltcoats, Ayrshire, en décembre 1957. Fille d'Edward et de Susan Garland, elle fait ses études à la St Michael's Academy de Kilwinning et à l'Université de Glasgow. Elle est diplômée MA (Hons) en 1979 et M.Phil en 1984.
Elle épouse d'abord Christopher Derek Ford en 1982, avec qui elle a deux enfants, Michael et Katharine. Après un divorce en 1990, elle épouse David Arthur Bolger plus tard la même année.

## Carrière
Ford est président de STV PLC, de New River REIT plc et préside le Buckingham Palace Reservicing Challenge Board.
Elle est l'ancienne présidente de Grainger plc, de May Gurney plc et de Barchester Healthcare. Grainger est la première société cotée à la Bourse de Londres à disposer d'une équipe de direction entièrement féminine, Ford nommant des femmes aux postes de PDG, de directeur financier et de SID.
Elle préside également le Lothian Health Board, English Partnerships (maintenant Homes England) et l'Olympic Park Legacy Company (maintenant LLDC). En 2012, elle est remplacée de façon controversée en tant que présidente du LLDC par Daniel Moylan, un conservateur.
Elle est directrice non exécutive du Scottish Prison Service, d'Ofgem, de Thus plc, de Serco plc, de Segro plc et de Taylor Wimpey plc.
Ses principaux postes exécutifs sont chez BIFU, Price Waterhouse, Scottish Homes et PDG fondateur d'Eglinton Management Center. Elle vend Eglinton en 2000 et, la même année, créée Good Practice, l'éditeur en ligne (qui est vendu à Emerald Publishing en 2015). Son dernier poste de direction est à la Banque royale du Canada comme directrice générale (DCM) de la Division des infrastructures sociales.
Ford est élevée à la pairie comme baronne Ford, de Cunninghame dans le North Ayrshire le 11 juillet 2006. Elle est nommée membre honoraire de la RICS en 2009. En 2015, elle est élue membre de la Royal Society of Edinburgh. Elle est faite membre de l'Ordre de l'Empire britannique pour services aux entreprises et au sport en 2019, et reçoit des diplômes honorifiques de l'Université Napier et de l'Université de Stirling.
Ford est présidente honoraire de l'Epilepsy Action depuis 2008, est présidente du STV Children's Appeal, administratrice de la British Olympic Association et conseiller de la LTA. Elle était auparavant administratrice et présidente de la Tennis Foundation, avant sa fusion avec la LTA en 2019.